# Merck KGaA
El Grup Merck, més habitualment conegut com a Merck —la seva marca comercial—, és una multinacional alemanya situada als sectors químic, farmacèutic i de les ciències de la vida, amb seu a Darmstadt. Actualment té uns 50.000 treballadors en 70 països. Merck va ser fundada el 1668, i actualment és la companyia química i farmacèutica més antiga en funcionament, així com una de les empreses farmacèutiques més grans del món.
Merck opera a Europa, Àfrica, Àsia, Oceania i Amèrica. Els seus principals centres de recerca i desenvolupament es troben a Darmstadt, Boston, Tòquio i Beijing. Merck va ser la primera empresa a comerciar, a nivell processat, la morfina, el segle xix; i, durant un temps, va tenir el monopoli virtual de la cocaïna.
L'empresa va ser una societat limitada, fins que va sortir a la Borsa de Frankfurt el 1995, i va aparèixer al DAX com una de les deu empreses més importants d'Alemanya. Tot i així, la família Merck encara controla el 70.3% de les accions de l'empresa. El Grup Merck conforma al voltant de 250 empreses en 180 països; la principal empresa del grup, des del 1995, s'anomena Merck KGaA, que al seu torn és propietat, en gran part, de l'antiga empresa de la família, la E. Merck oHG, que actualment opera com un holding.
L'empresa farmacèutica nord-americana Merck & Co. va començar com una empresa subsidiària de Merck, el 1891, però es va convertir en una empresa independent el 1917. Fora dels Estats Units, és coneguda com a MSD (Merck Sharp and Dohme). L'empresa Merck original de Darmstadt disposa dels drets del nom en tots els països, amb l'excepció dels Estats Units i el Canadà, on és coneguda com a EMD (Emanuel Merck, Darmstadt). El 2015, Merck va adoptar una nova marca comercial per a totes les seves subsidiàries, i així expressà les seves intencions de protegir la marca del "Merck real" globalment, i inicià una demanda contra la seva antiga subsidiària sobre l'ús del nom.